# Hyalophora cecropia

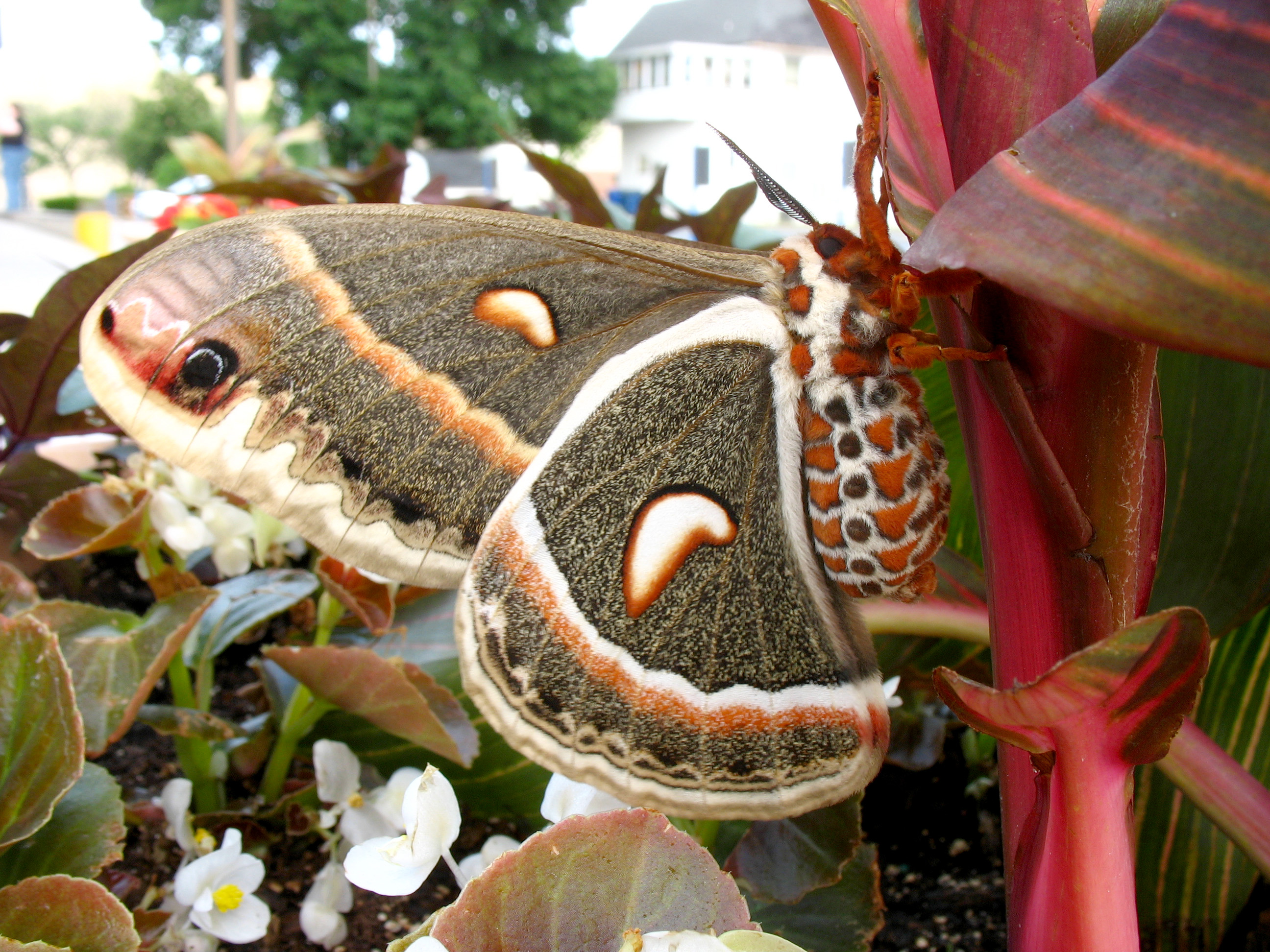
Flügelunterseite und Abdomen eines Männchens

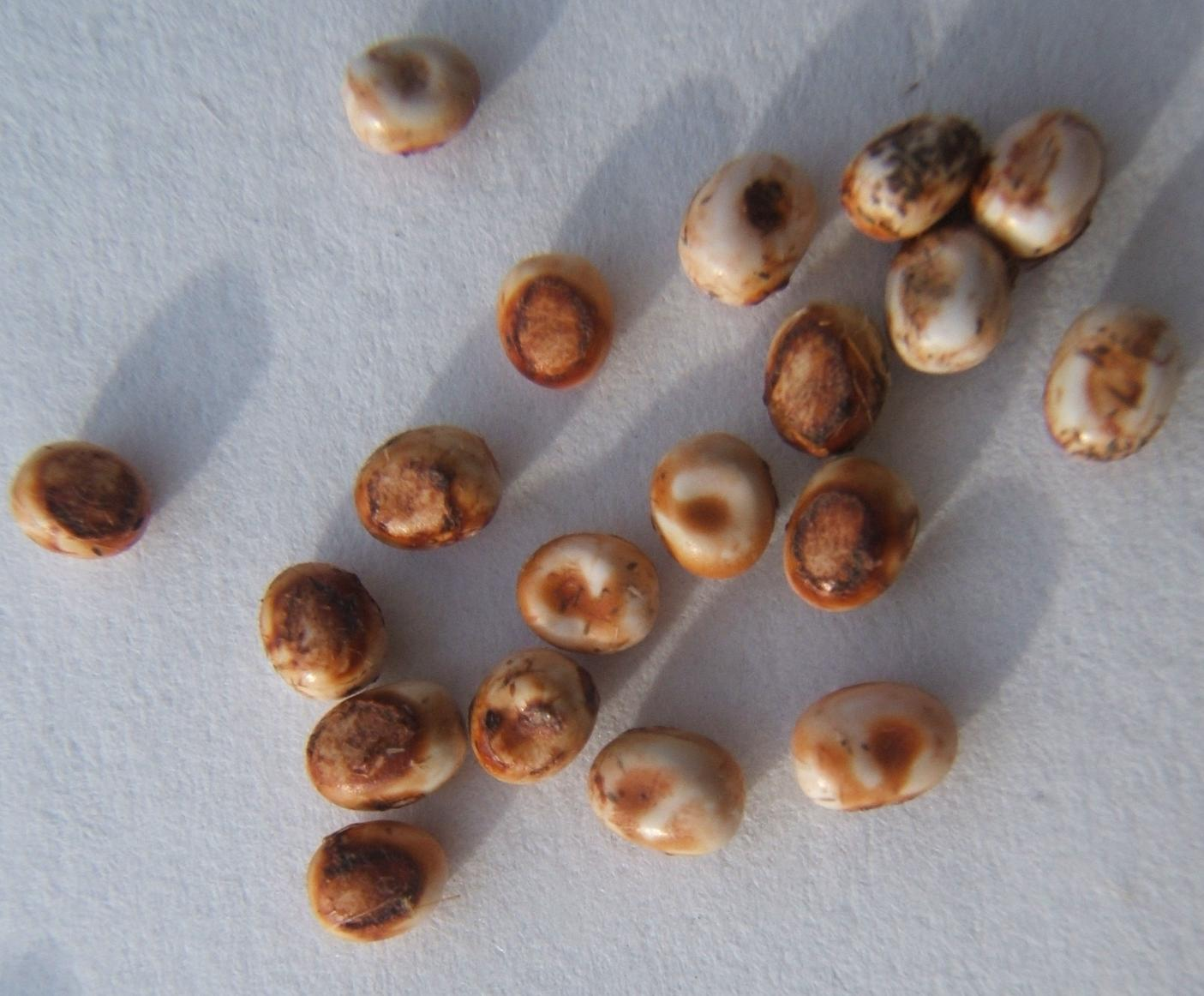
Eier

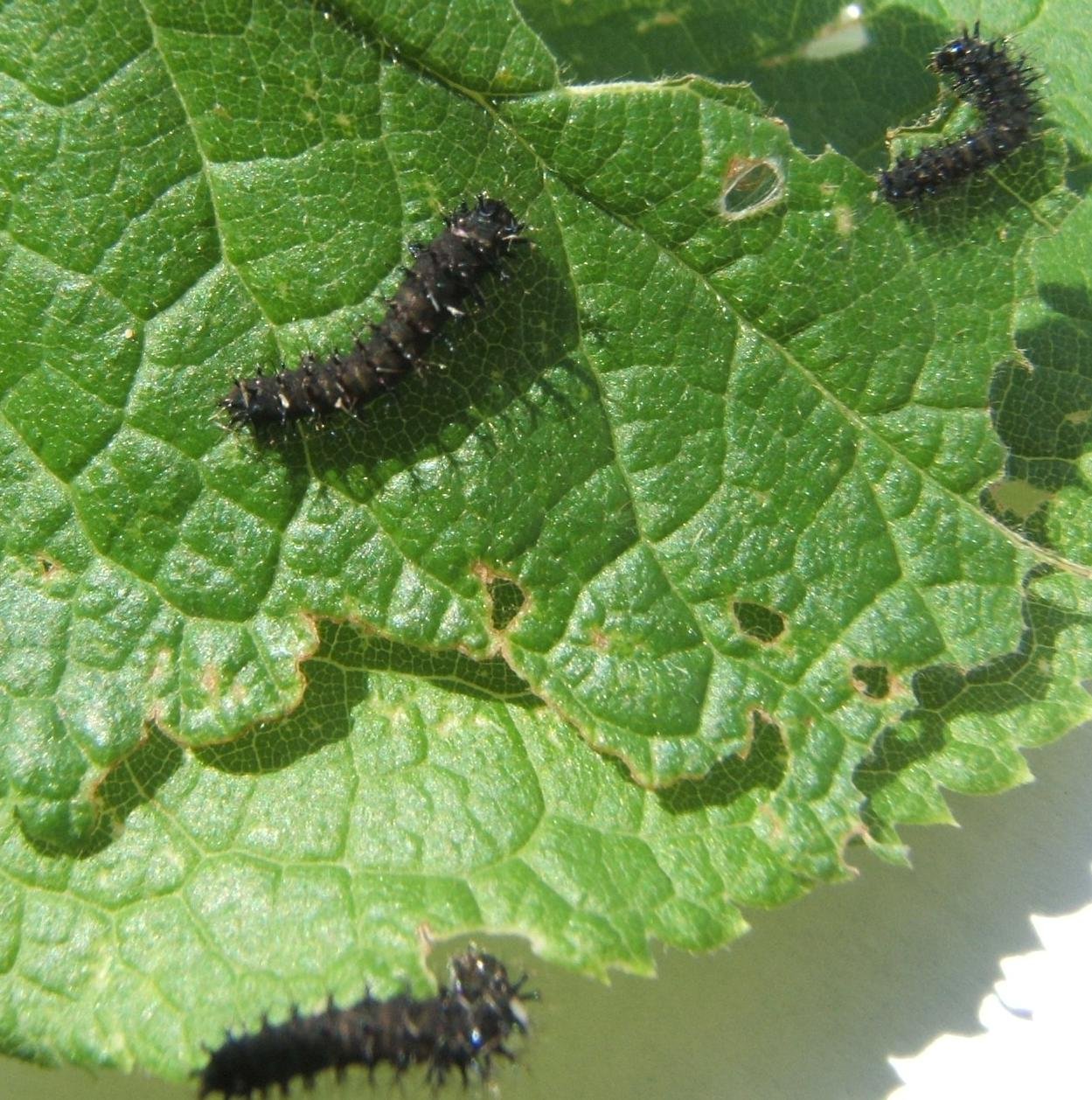
Eiraupen (1. Larvenstadium)

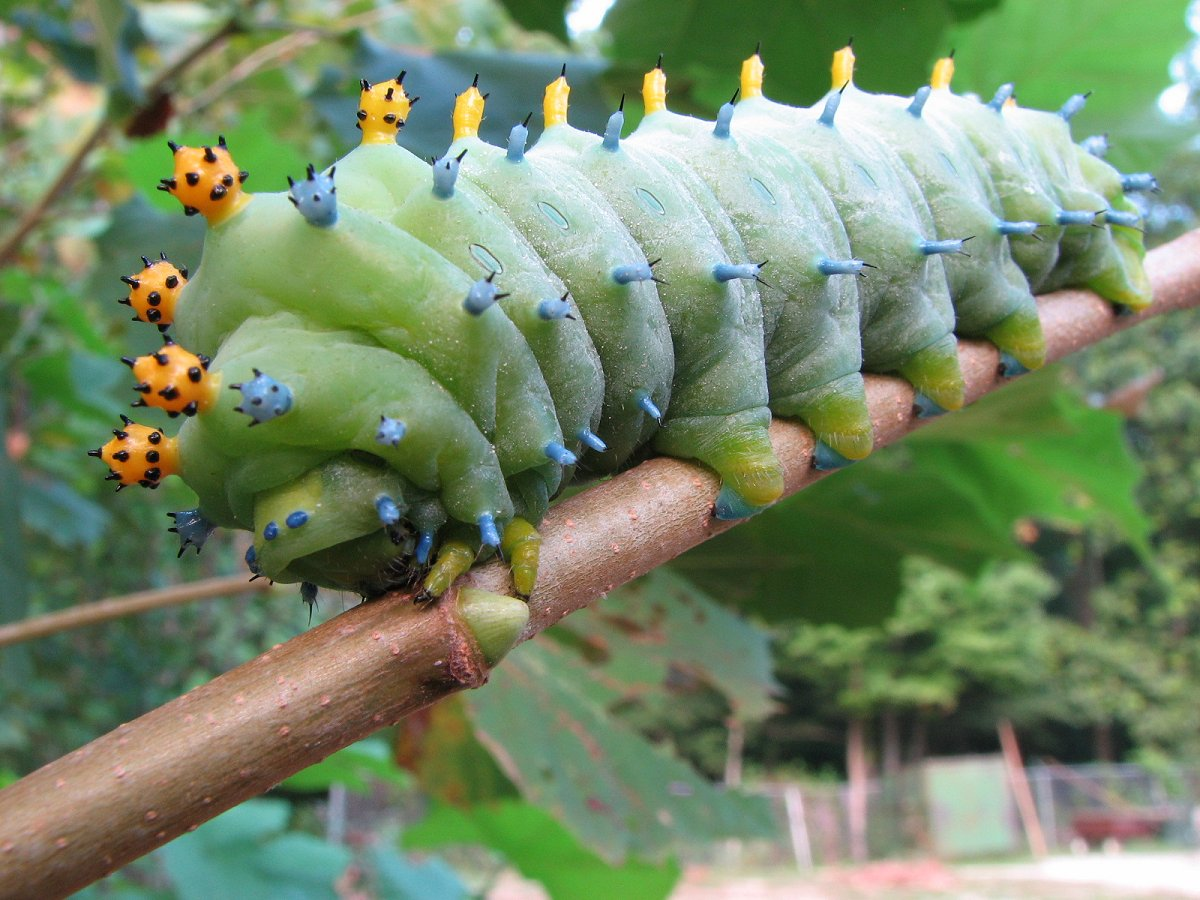
Erwachsene Raupe

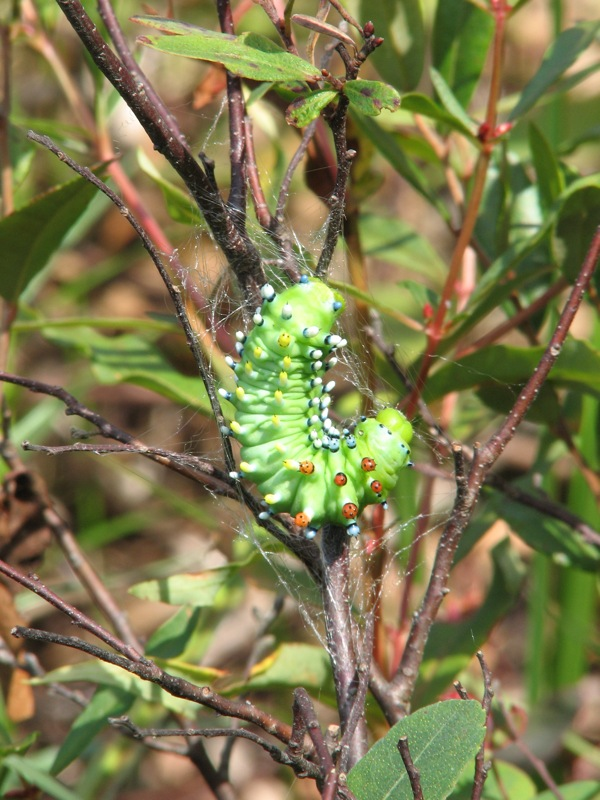
Eine verpuppungsreife Raupe beginnt mit der Anfertigung eines Kokons

Hyalophora cecropia ist ein Schmetterling (Nachtfalter) aus der Familie der Pfauenspinner (Saturniidae), der in Nordamerika beheimatet ist.

## Merkmale
Hyalophora cecropia ist mit einer Flügelspannweite von 110 bis 150 Millimeter einer der größten in Nordamerika verbreiteten Nachtfalter. Die Länge der Vorderflügel beträgt bei den Weibchen durchschnittlich 69 Millimeter, bei den Männchen sind es durchschnittlich 75 Millimeter.
Die Fühler sind schwarz und bei den Männchen breit gekämmt. Der Kopf ist klein und rot, der Halskragen ist weiß. Der Thorax ist mit langen rötlich braunen Haaren bedeckt, das Abdomen ist orangebraun und mit gleich breiten weißen Bändern gezeichnet. Letztere sind am hinteren Ende schwarz gerandet. Die Flügel sind rötlich braun und tragen weiße, haarförmige Schuppen, die dem Falter ein bereiftes Aussehen verleihen. Die Vorderflügel sind an der Basis orangebraun und werden außen von einem schmalen gewinkelten weißen Band begrenzt, welches vom inneren Flügelrand bis zur Costalader verläuft. Die Diskoidalzelle ist rostbraun mit einem großen weißen sichelförmigen Fleck in der Mitte. Dieser ist schwarz umrandet und rötlich braun getönt. Darüber befindet sich ein breites rotbraunes bis oranges Band, welches an der Innenseite weiß gerandet ist. Die Flügelspitzen sind braun und grau bestäubt. In der Nähe der Flügelspitze befindet sich ein schwarzer Fleck mit einer sichelförmigen hellen Zeichnung darin. Ausgehend von diesem schwarzen Fleck verläuft eine weiße Zick-Zack-Linie bis zur Costalader. Der Marginalbereich ist außen braungelb und innen gelb. Beide Farbbereiche sind durch eine schmale schwarze Linie getrennt. Die Zeichnung der Hinterflügel ähnelt der der Vorderflügel, außerdem ist sie heller und deutlicher. Die weißen Diskoidalflecke sind größer, die Querbänder sind breiter und an der Innenseite kräftiger weiß umrandet. Der Flügelaußenrand ist matt braungelb und trägt zwei blasse schwarze Linien sowie eine Reihe von langen, schwarzen, gebogenen Flecken. Das Weiß des Costalrandes reicht bis in die Nähe der Flügelspitze.
Selten wird Gynandromorphismus beobachtet. In diesem Fall unterscheiden sich die beiden Körperhälften deutlich voneinander, markant sind die beiden unterschiedlich gebauten Fühler. Die Geschlechtsunterschiede auf den beiden Flügelhälften bleiben im Wesentlichen erhalten. Die Größe der Flügel unterscheidet sich dabei von der eines normal entwickelten Exemplars. Die Flügel der weiblichen Seite sind etwas größer, die der männlichen Seite etwas kleiner. Form und Zeichnung der Flügel variieren ebenfalls.
Die Raupen der ersten Stadiums (L1) sind schwarz. Die Raupen des zweiten Stadiums (L2) sind gelblich grün und mit schwarzen Flecken gezeichnet. Die stacheligen Tuberkel sind orange, gelb und blau gefärbt. Die Stacheln des dritten und vierten Larvenstadium (L3, L4) sind kleiner, die beiden Stadien ähneln einander stark. Das fünfte Stadium (L5) ist weißlich, die Tuberkel sind gelb, blau und rot. Die Raupen erreichen eine Länge von bis zu 125 Millimetern.
Die Eier sind bräunlich marmoriert und oval.

## Verbreitung
Hyalophora cecropia ist in Nordamerika beheimatet. Das Verbreitungsgebiet reicht von Nova Scotia in Kanada und Maine in den USA im Nordosten bis nach Florida im Süden. Im Westen reicht das Verbreitungsgebiet an die Rocky Mountains heran, in Kanada bis in die marinen Provinzen. Die Art ist häufig auch nur lokal anzutreffen. Besiedelt werden Sukzessionsgebiete sowie Siedlungsgebiete und deren Randbereiche.

## Biologie
Die Weibchen legen die Eier in Reihen von zwei bis sechs Stück auf Blattober- oder Unterseiten beziehungsweise an Zweigen von Bäumen und Sträuchern ab. Nach etwa zehn bis 14 Tagen schlüpfen die Raupen und fressen zunächst die Eihülle. Junge Raupen leben gesellig, spätere Larvenstadien sind Einzelgänger. Die Raupen leben auf verschiedenen Bäumen und Sträuchern wie Eschen-Ahorn (Acer negundo), Silber-Ahorn (Acer saccharinum), wilden Kirschen-, Pflaumen- (Prunus) und Apfelbäumen (Malus), Birken (Betula), Erlen, Hartriegel (Cornus) und Weiden (Salix).
Zur Verpuppung fertigen die Raupen einen Kokon aus bräunlicher Seide an, der über die ganze Länge an einen Zweig angesponnen wird. Zum Schutz vor Fressfeinden befindet sich dieser an einem geschützten dunklen Ort. Die äußere Schicht des Kokons besteht aus grober Seide, die inneren Schichten sind feiner. Die Seide wurde früher nach dem Kardieren und Spinnen zur Herstellung von Strümpfen verwendet.
Nach der Verpuppung entscheidet die Temperatur über die weitere Entwicklung. Liegt sie in den nächsten acht bis zehn Wochen bei höchstens 6 bis 15 °C, dann legt die Puppe eine Diapause ein und setzt die weitere Entwicklung erst im Frühjahr bei steigenden Temperaturen fort. Das Schlüsselereignis ist die Wiederaufnahme der DNA-Synthese; es ist vermutlich an das Vorhandensein des Hormons Ecdyson gebunden.
In den meisten Bereichen des Verbreitungsgebietes bildet Hyalophora cecropia eine Generation, die von März bis Juli fliegt. Im Mittleren Westen entstehen zwei Generationen, dabei fliegt die erste von Mai bis Anfang Juni und die zweite etwa zwei Wochen später. Die Falter sind nachtaktiv und werden nur selten tagsüber beobachtet. Sie fliegen am frühen Morgen während der Zeit des Sonnenaufgangs.

## Systematik
Hyalophora cecropia ist die Typusart der Gattung Hyalophora  Duncan, 1841.